# Hildesheim Hauptbahnhof
Hildesheim Hauptbahnhof is een spoorwegstation in de Duitse stad Hildesheim, in de deelstaat Nedersaksen. Het station behoort tot de Duitse stationscategorie 2. Het wordt door treinen van de Deutsche Bahn (DB Fernverkehr en DB Regio Nord), enno, erixx en NordWestBahn bediend. Naast regionale treinen stoppen ook in Hildesheim ICE-treinen tussen Berlijn en Frankfurt am Main (lijnen 11 en 12).

## Geschiedenis
Het eerste station van Hildesheim werd door de Königlich Hannöversche Staatseisenbahnen als kopstation van de zuidelijke Kreuzbahn op 12 juni 1846 geopend. Dit station lag noordelijk van de huidige Kaiserstraße, ongeveer ter hoogte van de huidige Bahnhofsallee. Voor de bouw van de lijn werd ook het terrein van de in 1832 geopende Marienfriedhof (begraafplaats) doorsneden. Na de bouw van de spoorlijn Hannover - Kassel werd de "Kreuzbahn" op 15 september 1853 naar station Nordstemmen verlegd. Het stationsgebouw van de eerste Hauptbahnhof was een vakwerkgebouw met een leistenen dak.
De Hannover-Altenbekener Eisenbahn-Gesellschaft (HAE) plande de bouw van een spoorlijn van Löhne naar Vienenburg, via Hildesheim. Nog voordat de spoorlijn gereed was, raakte deze failliet. Hierdoor nam de Magdeburg-Halberstädter Eisenbahngesellschaft (MHE) de bouw en de exploitatie van de HAE over. Op 19 mei 1875 werd de lijn geopend, die op 1 mei 1883 door de Braunschweigischen Eisenbahngesellschaft naar Goslar verlegd werd.
Voor het extra treinverkeer verlegde de HAE een extra spoor van Nordstemmen naar Hildesheim, hierdoor moest er een provisorisch station gebouwd worden, het latere station Hildesheim Ost, doordat het staatsstation niet gebruikt kon worden. Na de nationalisering van de HAE en zijn moederbedrijf MHE halteerde alle treinen op 20 mei 1880 in het staatsstation.
Het station was ook zonder het extra treinverkeer klein geweest, en zo werd na lange onderhandelingen - de spoorwegen wilde de oude locatie behouden, de stad wilde een locatie verder noordelijk nieuw bouwen. Na lange planvorming werd het nieuwe Hauptbahnhof, onder burgemeester Gustav Struckmann, naar de huidige locatie verlegd en op 6 mei 1884 geopend. Daarvoor werden de spoorlijnen naar het noorden verlegd. Het stationsgebouw was van de hand van Hubert Stier in Neorenaissance bouwstijl. Door een tunnel was het met het eilandperron verbonden, het gebouw beschikte over een wachtruimte en een horecagelegenheid. Het oude stationsgebouw werd afgebroken en in station Dissen-Bad Rothenfelde weer opgebouwd, waar het vandaag de dag nog staat.
In 1888 werd de toen nog enkelsporige lijn naar Braunschweig in gebruik genomen, welke wordt gebruikt voor de langeafstandstreinen richting het oosten naar Maagdenburg en Berlijn. De regionale treinen op deze lijn en de in 1901 geopende spoorlijn naar Bad Salzdetfurth eindigen aan de oostzijde van het eilandperron, de huidige sporen 14 en 15. In 1909 kwam er een doorgangsperron voor de sporen 6 en 7.
Ook het reizigersverkeer van de in 1896 geopende Hildesheim-Peiner Kreis-Eisenbahn-Gesellschaft eindigde tot de sluiting in 1964 in Hildesheim Hbf.
Hoewel het stationsgebouw bij de bombardementen op Hildesheim van 22 maart 1945 alleen licht beschadigd was, werd het in 1959 gesloopt en daarbij werden ook de bouwwerken op het eilandperron gesloopt. Het nieuwe gebouw is van een ontwerp typisch voor die tijd, het werd in 1961 geopend. 
Het tracé Nordstemmen - Lehrte werd op 29 mei 1965 geëlektrificeerd, de lijn naar Braunschweig op 30 mei 1976.
Via de Hildesheimer boog is de stad vanaf 1991 verbonden met de hogesnelheidslijn Hannover - Würzburg, waardoor het onderdeel is geworden met het ICE-netwerk. 
Op 26 maart 2006 ging het nieuwe elektronische treindienstpost voor de aansturing van het knooppunt Hildesheim in bedrijf. Het stuurt naast het Hauptbahnhof rond de 12 kilometer aangrenzende spoorlijn aan. Met een investering van €52 miljoen werden zeven 60 jaar oude seinhuizen vervangen. Met deze vernieuwing werden er ook een aantal wissels vervangen, waardoor de baanvaksnelheid in plaats van 40 km/h naar 80 km/h verhoogd.
In het jaar 2009 werd met de lange tijd geplande dubbelsporige uitbouw van de spoorlijn naar Braunschweig begonnen, waarmee het enkelsporige knelpunt in het Duitse ICE-netwerk opgelost was. Vanaf 9 december 2012 kwam het extra spoor in gebruik.
Het stationsgebouw is vanaf 2014 gerenoveerd en omgebouwd, de stationshal is in 2017 gereed gekomen; de planning is dat de verbouwing van de reizigerstunnels naar de perrons in 2021 gereed is.

## Verbindingen

### Langeafstandstreinen
De volgende langeafstandstreinen doen station Hildesheim Hbf aan:
| Serie  | Treinsoort                        | Route | Bijzonderheden                        |
| ------ | --------------------------------- | --- | ------------------------------------- |
| ICE 11 | InterCityExpress (DB Fernverkehr) | [ Berlin Ostbahnhof – Berlin Hbf – Berlin-Spandau – Braunschweig Hbf – Hildesheim Hbf – Göttingen – Kassel-Wilhelmshöhe – Fulda – Hanau Hbf – Frankfurt (Main) Hbf ] / [ Wiesbaden Hbf – Mainz Hbf – Worms Hbf ] – Mannheim Hbf – Stuttgart Hbf – Ulm Hbf – Augsburg Hbf – München-Pasing – München Hbf                                                     | Één trein van Wiesbaden naar München. |
| ICE 12 | InterCityExpress (DB Fernverkehr) | Berlin Ostbahnhof – Berlin Hbf – Berlin-Spandau – Wolfsburg Hbf – Braunschweig Hbf – Hildesheim Hbf – Göttingen – Kassel-Wilhelmshöhe – Fulda – Hanau Hbf – Frankfurt (Main) Hbf – Mannheim Hbf – Karlsruhe Hbf – Offenburg – Freiburg (Breisgau) Hbf – Basel Bad Bf – Basel SBB – Liestal – Olten – Bern – Thun – Spiez – Interlaken West – Interlaken Ost |                                       |

### Regionale treinen
De volgende regionale treinen doen station Hildesheim Hbf aan:
| Serie | Treinsoort                  | Route                                                                         | Bijzonderheden                                          |
| ----- | --------------------------- | ----------------------------------------------------------------------------- | ------------------------------------------------------- |
| RE 10 | Regional-Express (Erixx)    | Hannover Hbf – Hildesheim Hbf – Salzgitter-Ringelheim – Goslar – Bad Harzburg |                                                         |
| RE 50 | Regional-Express (enno)     | Hildesheim Hbf – Braunschweig Hbf – Wolfsburg Hbf                             |                                                         |
| RB 77 | Regionalbahn (NordWestBahn) | Bünde (Westf) – Löhne (Westf) – Hamelen – Nordstemmen – Hildesheim Hbf        | Weser-Bahn 1x per twee uur in het weekend Bünde - Löhne |
| RB 79 | Regionalbahn (NordWestBahn) | Hildesheim Hbf – Bodenburg                                                    |                                                         |

## S-Bahn
Vanaf december 2008 maakt Hildesheim Hbf onderdeel uit van het netwerk van de S-Bahn Hannover. Zowel via Barnten en Sarstedt (S4) als ook via Lehrte (S3) rijdt eenmaal per uur S-Bahn-treinen naar Hannover Hauptbahnhof. Daarvoor werd in 2008 de perrons met de sporen 4/5 en 6/7 volledig vernieuwd.
| Serie | Treinsoort             | Route                                                                                          | Bijzonderheden                                |
| ----- | ---------------------- | ---------------------------------------------------------------------------------------------- | --------------------------------------------- |
| S3    | S-Bahn (DB Regio Nord) | Hannover Hbf – Lehrte – Hildesheim Hbf                                                         |                                               |
| S4    | S-Bahn (DB Regio Nord) | Bennemühlen – Hannover Hbf – Hannover Bismarckstraße – Hannover Messe/Laatzen – Hildesheim Hbf | Bennemühlen - Hannover Hbf 2x per uur (ma-za) |

### Voormalig autotreinterminal
Het station beschikte vanaf 2000 over een terminal voor het laden van voertuigen op autoslaaptreinen. De exploitatie bleef tot de winterdienstregeling van 2014-2015, toen werd de exploitatie vanaf Hildesheim gestaakt. Vanaf 2010 was de terminal de enige in Nedersaksen, verbindingen bestonden er met Lörrach, München, Innsbruck (Oostenrijk), Alessandria (Italië), Bozen (Italië) en Narbonne (Frankrijk). 

## Planning
Voor het Hildesheim Hauptbahnhof is een complete verbouwing van het stationsgebouw gepland. De verbouwing zou met de perronvernieuwing in het jaar 2006 beginnen. Ondanks diverse ontwerpen vertraagde het bouwbegin van het stationsgebouw met meerdere jaren. Ook de kredietcrisis zorgde ervoor dat investeerders zich terugtrokken, waarmee het controversiële ontwerp van het stationsgebouw niet gerealiseerd werd. Ondernemers uit Hildesheim zagen de geplande winkels als concurrentie, daarnaast was er een groeiende leegstand in het station evenals in het centrum.
De hoop op het project is gevestigd, dat het verwaarloosde noordelijke voetgangerszone, die in het station eindigt, opgeknapt wordt zodat het probleemgebied weer aantrekkelijk wordt.
In mei 2013 stelde de Deutsche Bahn en de stad het plan voor om het station de moderniseren. Het paviljoen in het stationsgebouw werd afgebroken en de bestaande trappen gereactiveerd. Het gebouw ondergaat een grondige modernisering. Voor de toegankelijkheid kregen de perrons een lift. De werkzaamheden begonnen in 2013 en zou oorspronkelijk medio 2015 gereed komen. Rond de €9,5 miljoen zal geïnvesteerd worden. Ondertussen is de verbouwing door problemen vertraagd, volgens de laatste planning zal het tot medio 2016 duren.